# 1998년 인도네시아 대통령 선거
1998년 3월 10일 인도네시아에서 대통령 선거가 치러졌다. 당시 헌법에 따라 국민협의회가 선출 권한을 갖고 있었다. 대통령 수하르토가 단독으로 출마했으며, 이로써 무투표로 당선되어, 7선에 성공했다. 이어 2003년까지 재직할 수 있는 임기를 보장받았다. 또한 국민협의회로부터 추가적인 권한을 부여받아, 국가 보위를 위해 필요하다고 판단하는 모든재량권을 행사할 수 있게 되었다. 러닝메이트로는 바하루딘 유숩 하비비가 출마했다.

## 선거 이후
선거 이후, 전국에서 민주화 시위가 터졌으며, 결국 수하르토는 5월 사임하였다. 헌법에 따라 바하루딘 유숩 하비비 부통령이 대통령직을 승계했다.